# Graham Ingels
Graham J. Ingels (/ˈɪŋɡəlz; Cincinnati, 7 de junio de 1915 - 4 de abril de 1991) fue un ilustrador de cómics y revistas estadounidense conocido por su trabajo en EC Comics durante la década de 1950, especialmente por The Haunt of Fear y Tales from the Crypt, obras de terror escritas y editadas por Al Feldstein, y por The Vault of Horror escrita y editada por Feldstein y Johnny Craig. El instinto de horror de Ingels llevó a EC a promocionarlo como Ghastly Graham Ingels, y comenzó a firmar su obra "Ghastly" en 1952. 

## Ilustrador de pulp

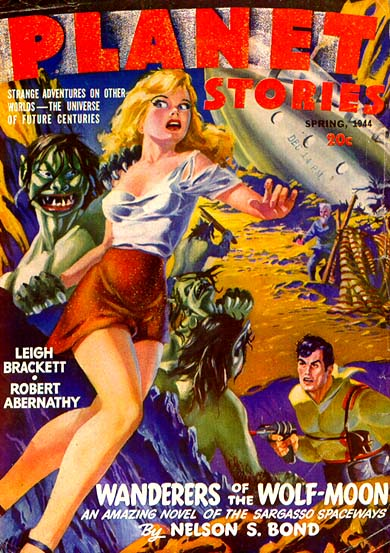
La única portada de Ingels para una pulp sf, que ilustra "Los vagabundos de la luna del lobo" de Nelson S. Bond para Planet Stories en 1944

Ingels comenzó a trabajar a los 14 años después de la muerte de su padre, el artista de anuncios Don Ingels. Graham tenía 16 años cuando entró en el mundo del arte ilustrando obras de teatro. Estudió en la Escuela de Arte Hawthorne de Nueva York. Se casó con Gertrude cuando empezaba como freelance a los 20 años. Ingresó en la Marina de los Estados Unidos en 1943, y comenzó a trabajar ese mismo año para Fiction House Publications, tanto en sus revistas de pulp como en su división de cómics. Ilustraciones en blanco y negro firmadas por G. Ingels aparecieron en Planet Stories, Jungle Stories, North-West Romances y Wings. Contribuyó con una portada pintada para una edición de 1944 de Planet Stories, y para esta publicación ilustró cuentos de la serie "Hunt Bowman" y de la serie "Aura, Lord of Jupiter". También pintó un mural en el edificio de las Naciones Unidas.
El matrimonio tuvo dos hijos, Deanna (1937) y Robby (1946), al que pusieron el nombre de un personaje creado por la imitadora de niños Lenore Ledoux para el programa de radio Baby Snooks. El artista Howard Nostrand, amigo de Ingels, recordó: 
"Robby era el diminutivo de Robespierre. Lo llamaron así por el viejo programa de Fanny Brice, Baby Snooks. El personaje tenía un hermano pequeño llamado Robespierre. Lo llamaban así cuando era pequeño y se quedó con ese nombre".
Como habitual en Planet Comics y Rangers Comics a finales de la década de 1940, Ingels trabajó para Magazine Enterprises y otras editoriales de libros de historietas y pulps. Se convirtió en director de arte de Better Publications (Ned Pine's Comics Group, más tarde conocido como Nedor), donde encargó historietas a George Evans, con quien tuvo una larga amistad, y a un joven Frank Frazetta, que describió a Ingels como el primero en el negocio en reconocer su talento. Durante este periodo, Ingels creó portadas e historias para los cómics Startling Comics y Wonder Comics de la compañía. Estos y otros cómics de Better Publications muestran que algunos paneles de otros artistas habían sido rediseñados por Ingels para mejorar la obra final. 
IIngels dibujó cómics de crímenes para Magazine Enterprises (Manhunt, Killers) y westerns para una variedad de compañías, incluyendo Magazine Enterprises (Guns), Youthful Magazines (Gunsmoke), Hillman Periodicals (Western Fighters) y D.S. Publishing Co. (Outlaws). D.S. también publicó historias de crímenes dibujadas por Ingels en Underworld, Gangsters Can't Win y Exposed. También ilustró cuentos cortos y una portada en Heroic Comics editado por Dell Comics alrededor de 1947. 

## EC Comics
En 1948, Ingels fue contratado por Al Feldstein, el editor de EC Comics, para proporcionar obras para sus títulos, que incluían Gunfighter, Saddle Justice, Saddle Romances, War Against Crime, Modern Love y A Moon, A Girl... Romance. Los cómics occidentales y románticos de la compañía fueron posteriormente cancelados o convertidos en títulos de horror y ciencia ficción. En Foul Play de Grant Geissman, Feldstein explicó que el trabajo inicial de Ingels para EC fue decepcionante, pero el editor Bill Gaines fue leal a todo el mundo, por lo que Ingels permaneció en la compañía. Cuando EC introdujo Tales From the Crypt , The Vault of Horror y The Haunt of Fear, en seguida resultó evidente para Gaines y Feldstein que Ingels era una opción ideal como ilustrador del horror.
El estilo único y expresivo de Ingels era adecuado para la representación atmosférica de los horrores góticos en medio de mansiones victorianas en ruinas en paisajes infernales poblados por personajes retorcidos, criaturas grotescas y cadáveres vivientes de carne podrida. Una imagen de marca era un personaje con un hilo de saliva visible en una boca abierta horrorizada. 
Como artista principal de The Haunt of Fear, dio vida a la Vieja Bruja, presentadora de horror de la historia principal de "The Witch's Cauldron", y también hizo la portada de cada edición desde el número 11 hasta el 28. Como artista prolífico, Ingels también dibujó las apariciones de la Vieja Bruja en Tales From the Crypt y The Vault of Horror, además de historias para Shock SuspenStories y Crime SuspenStories. La historia del origen de la Vieja Bruja fue contada en "A Little Stranger" (The Haunt of Fear #14). 
Debido a sus muchas historias sobre el "Witch's Cauldron", se le identificó con el personaje de la Vieja Bruja, una asociación que continúa hasta el día de hoy. Las ilustraciones de Ingels en las ocho páginas principales, y sus páginas de bienvenida, particularmente en los números 14 y 17, establecen un nuevo estándar para la ilustración de horror que raramente ha sido igualado. "Poetic Justice" en la 12.ª edición, fue adaptado para la película de 1972 Tales from the Crypt de los estudios Amicus en Inglaterra, con Peter Cushing como amable coleccionista de chatarra, y "Wish You Were Here" de Ingels (The Haunt of Fear #22) también fue adaptado. 
Cuando EC canceló sus cómics de terror y crimen, Ingels hizo un sorteo para los títulos de New Direction de EC: Piracy, M.D., Impact y Valor. Más tarde formó parte de la corta vida de la línea Picto-Fiction de EC. 
Después de que EC dejara de publicarse a mediados de la década de 1950, Ingels contribuyó en Classics Comics pero encontró pocos trabajos, como explicó Nostrand en Foul Play: "Fue un caso triste, porque cuando el material de horror se apagó, Graham se fue con él. Su fuerte era hacer estrictamente comics de terror, y ya no había más comics de terror".
Ingels ocupó un puesto de enseñanza en la escuela por correspondencia Famous Artists en Westport, Connecticut. Más tarde, dejó el noreste y se convirtió en instructor de arte en Lantana, Florida, negándose a reconocer su trabajo en cómics de terror hasta unos años antes de morir. El periodista Donald Vaughan documentó la vida de Ingels en Florida: 
Su relación con Gertrude se volvió cada vez más tensa, posiblemente debido a su consumo excesivo de alcohol, y aparentemente Ingels simplemente no podía soportar la vida que estaba viviendo. Así que en 1962, hizo tranquilamente la maleta y se mudó a Lantana, donde pintó y enseñó bellas artes en su pequeña casa. Curiosamente, nunca se divorció oficialmente de Gertrude, probablemente porque ambos eran católicos devotos. Las relaciones entre Ingels y sus hijos fueron dolorosamente tensas durante décadas, pero finalmente se reconcilió con Deanna a mediados de los años 80 con la ayuda de George Evans, que se había mantenido en contacto con la familia Ingels. Sin embargo, Ingels nunca se reconcilió con su hijo, Robby, quien no podía perdonar a su padre por haber huido. Fue una situación que hirió a Ingels hasta el final. En Florida, Ingels se volvió extremadamente solitario y se esforzó mucho para evitar cualquier asociación con su pasado de cómic. Evans recuerda un incidente en el que un par de fans de los cómics descubrieron dónde vivía Ingels y volaron a Florida para reunirse con él. "Se negó a hablar con ellos", dice Evans, "y le dijo a William Gaines que hiciera correr la voz de que si alguien lo molestaba de nuevo de esa manera, tomaría medidas legales para detenerlo"... Sin embargo, no hay duda de que la vida de Ingels cambió dramáticamente una vez que se estableció en el sur de Florida, gracias en gran parte a una novia llamada Dorothy Bennett. Un alma artística por derecho propio, Bennett se ocupaba de los aspectos cotidianos del negocio de la enseñanza de Ingels, apreciaba su talento artístico y alentaba sus diversos esfuerzos. La pareja vivió en la casa de al lado durante años y finalmente se mudaron juntos.

## Reconocimientos
En el número 17 de The Haunt of Fear, "Horror We? How's Bayou?" está considerado por muchos como la historia de terror mejor ilustrada de la historia de EC y quizás la mejor de todas en cualquier época. El rostro espeluznante del maníaco homicida fue tomado de la película muda de 1920, Dr. Jekyll y Mr. Hyde, protagonizada por John Barrymore. El trabajo de este cuento ganó un premio a la mejor ilustración de terror de la Fan-Addict Convention de 1972 de EC. 
En 2004, el webcomic Is This Tomorrow? incluyó a Ingels en su serie de tarjetas de intercambio de cómics.
Comenzando en 2011, los Ghastly Awards adoptaron su nombre del non-de-plume de Ingels. El premio, que honra la excelencia en los cómics de terror, se entrega anualmente. El espantoso Graham Ingels fue, por supuesto, el primer miembro del Salón de la Fama. 